# Т-28
Т-28 — трибаштовий радянський середній танк міжвоєнного періоду. Розроблений у 1930—1932 роках інженерами танко-тракторного конструкторського бюро ВОАО під загальним керівництвом С. А. Гінзбурга. Т-28 є першим в СРСР середнім танком, запущеним у масове виробництво. У період з 1933 по 1940 рік ленінградським Кіровським заводом було випущено 503 екземпляра Т-28.

## Загальний опис
Т-28 був трибаштовий середній танк класичної компоновки, з гарматно-кулеметним озброєнням і противопульним бронюванням, і призначався для підтримки піхоти і якісного посилення стрілецьких і танкових з'єднань при прориві укріплених позицій противника. На момент своєї появи Т-28 був найсильнішим середнім танком у світі. З 1933 року танки Т-28 надходили на озброєння важких танкових бригад (втбр) РККА, виділених з 1936 року до складу резерву Головного Командування.
У складі втбр РГК танки Т-28 використовувалися в Польському поході РСЧА і Зимовій війні, де показали досить високі бойові якості. Однак броня танків за підсумками боїв на Карельському перешийку була визнана недостатньою, внаслідок чого частина танків була додатково екранована. До середини 1941 року Т-28 морально застарів, проте за своїми тактико-технічними характеристиками все ще перевершував практично всі зразки танків, що були у розпорядженні вермахту . У складі танкових бригад механізованих корпусів РСЧА Т-28 брали участь у боях початкового періоду Радянсько-німецької війни, проте у більшості своїй були втрачені за перші її місяці, головним чином через технічні несправності. Останнє бойове застосування Т-28 частинами РСЧА зафіксовано у 1944 році.
Трофейні Т-28 використовувалися військами Фінляндії, на озброєнні яких ці танки залишалися до 1951 року.

## Історія створення

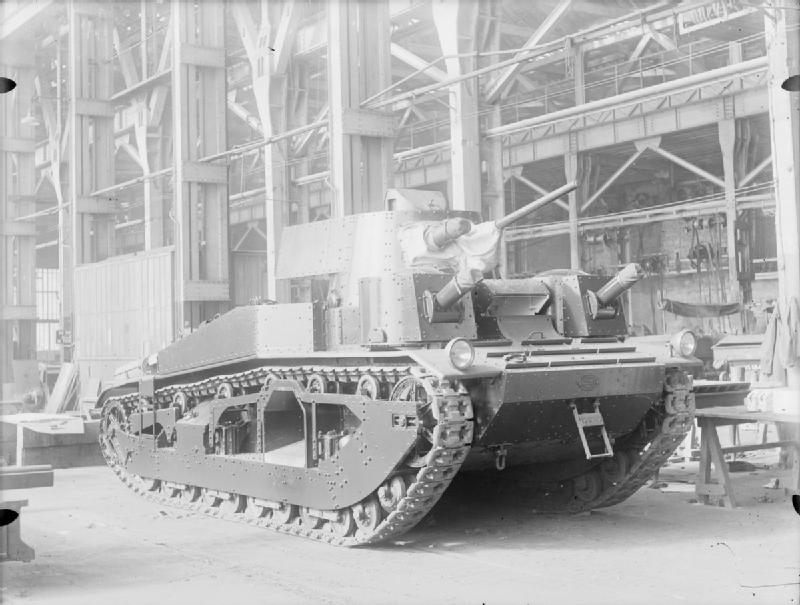
Один із прообразів Т-28 — британський середній танк «Віккерс 16-тонний», 1934 рік

Історія Т-28 почалася в 1930 році з візиту у Велику Британію радянської закупівельної комісії на чолі з С. Гінзбургом, у чиє завдання входило придбання найбільш сучасних зразків бронетехніки та відправлення їх в СРСР для вивчення та використання при організації власного бронетанкового виробництва. Одним з танків, особливо зацікавили комісію, став новітній у той час середній танк A6 фірми «Віккерс», більш знаний як «Віккерс 16-тонний». Однак фірма «Віккерс» відмовилася продати готовий зразок танка зважаючи на його секретність та висунула радянській стороні такі умови для придбання машини:
- Одноразовий платіж у розмірі 20 000 фунтів стерлінгів (порядку 200 000 рублів золотом) за ознайомлення з конструкцією та розвитком танків цього типу.
- Замовлення у фірми «Віккерс» 10 танків цього типу за ціною 16 тис. фунтів стерлінгів (160 тис. рублів золотом) за танк без озброєння.
- Подальше замовлення у фірми танкеток Карден-Лойд Mk VI і легких танків Віккерс Mk E.

Такі умови радянською делегацією були полічені неприйнятними, і було ухвалено рішення від придбання A6 відмовитися і натомість створити танк такого класу власними силами з використанням досвіду, отриманого при вивченні у Великої Британії зразка A6.
Ескізне проєктування нового танка було доручено факультету моторизації та механізації Військово-технічної академії ім. Ф. Дзержинського, а також створеному 28 січня 1931 р. танко-тракторному конструкторському бюро ВГАО. Обидва проєкти були готові до липня того ж року. За результатами їх порівняння керівництвом Управління моторизації та механізації був обраний танк що мав індекс Т-28 проєкту конструкторського бюро ВГАО, основними розробниками якого були начальник бюро С. Гінзбург, його заступник В. Заславський та інженери-конструктори О. Іванов та А. Гаккель. У конструкції танка були використані як дані, отримані при вивченні A6, так і досвід, накопичений конструкторами під час радянсько-німецького співробітництва початку 1930-х років (зокрема, розробки танка ТГ та випробувань німецьких танків на полігоні під Казанню). За первинним проєктом танк повинен був зберігати загальну компоновку A6, мати вагу близько 16 тонн і нести озброєння з 45-мм гармати та кулемета в головній башті і ще двох кулеметів — в малих. Бронювання танка мало становити 20 мм у лобовій частині корпусу і 16 — 17 мм на інших вертикальних поверхнях, товщина бронелистів даху — 10 мм, днища — 8 мм. Як силова установка був обраний авіаційний двигун М-5 потужністю 400 к. с., який вже встановлювався на танках БТ-2. У конструкції передбачалося широко використовувати також інші вузли та конструктивні рішення вже перебуваючих у виробництві БТ-2 і Т-26.
28 вересня 1931 Управління моторизації та механізації уклало з ВГАО договір на виготовлення робочих креслень та складання двох дослідних зразків Т-28 до 1 травня 1932 року. Перший прототип танка, який отримав найменування Т-28-1, з неброньової сталі був закінчений у травні та зробив перший випробувальний пробіг 29 травня 1932 року. Від початкового проєкту прототип відрізнявся установкою більш потужного двигуна М-17, а також установкою 37-мм гармати ПС-2 замість 45-мм, оскільки остання все ще не була готова до того часу. 11 червня 1932 Т-28 був продемонстрований командуванню Управління моторизації та механізації РСЧА. Танк у цілому отримав позитивну оцінку, проте військові зажадали установки на нього, починаючи вже з другого дослідного зразка, дизельного двигуна ПГЕ, що знаходився в той час у розробці, і 76-мм гармати ПС-3. З урахуванням цих зауважень, а також результатів випробувань першого прототипу, проєкт Т-28 був у серпні — вересні 1932 року кардинально перероблений — більшою чи меншою мірою змінені були майже всі вузли та системи танка, за винятком лише рухової установки, оскільки зазначений дизель так і не був доведений до прийнятного рівня. Після цього наприкінці жовтня 1932 року, навіть не чекаючи виготовлення дослідного зразка, Радою праці та оборони СРСР було ухвалено рішення про серійне виробництво танка.

## Серійне виробництво
Для організації серійного виробництва Т-28 був обраний ленінградський завод «Червоний путилівець» (колишній Путилівський, згодом — Кіровський). Це пояснювалося насамперед тим, що на ті часи Т-28 був дуже складною машиною а «Червоний путилівець» не мав достатніх для освоєння його виробництва виробничих потужностей та кваліфікованих кадрів. Крім того, у заводу вже був досвід спорудження високоскладних механізмів, таких як артилерійські гармати, паровози, портові крани, тощо. Важливим був також той факт, що з 1931 року завод випускав деталі підвіски танків Т-26 (елементи коробки передач, бортові редуктори, тощо.). Наприкінці листопада 1932 р. на завод надійшли робочі креслення танка, і було розпочато розгортання виробництва.
Однак майже одразу почалися проблеми. Обладнання цеху МХ-2, виділеного під виробництво Т-28, було сильно зношене та погано пристосоване для виготовлення деталей танків, які вимагали високої культури виробництва. Щоб подолати цю проблему, були розконсервовані, модернізовані та пущені в роботу верстати часів Першої світової війни. Крім того, за особистим розпорядженням С. М. Кірова на завод був доставлений ряд верстатів з інших підприємств Ленінграда.
Перша партія з 12 танків була готова до квітня 1933 р., і вже 1 травня 10 з них пройшли у складі параду з московської Красній площі. Правда, ці танки були прийняті умовно, оскільки потребували доробки, не мали оптичних прицілів, пристроїв зовнішнього та внутрішнього зв'язку, тощо. Після параду танки вирушили назад на завод.
Але, попри перші успіхи, освоєння Т-28 у виробництві йшло повільно та стикалося з великою кількістю труднощів. Перше держзамовлення Управління механізації та моторизації РСЧА, видане 1933 року, передбачало випуск 90 танків Т-28. Завод же до кінця року з великими труднощами зміг зібрати 41 машину. Для виправлення ситуації була проведена капітальна модернізація цеху МХ-2, у якому збиралися Т-28, необхідні верстати та обладнання були замовлені за кордоном. Крім того, восени 1933 року на заводі було організовано спеціалізоване танкове КБ, що отримало назву СКБ-2, першим завданням якого стала доробка Т-28 для прискорення його виробництва. Керівником СКБ-2 в той період був О. М. Іванов.
Розгорнути стабільне серійне виробництво вдалося лише в 1934 р., коли закінчилася реконструкція цеху і були налагоджені міцні зв'язки з усіма постачальниками комплектуючих для танка. Проте остаточно креслення та технологія виробництва танків були відпрацьовані лише до початку 1936 р.. До цього часу в конструкцію танка вже було внесено понад 700 дрібних змін. Саме тривалим освоєнням у виробництві пояснюється той факт, що Т-28 випуску 1933—1935 страждали багатьма «дитячим хворобами» бронетехніки, через що танки затримувалися військовим прийманням, а у військові частини, які вже отримали танки Т-28, доводилося направляти заводські ремонтні бригади.
Позитивну роль у розгортанні серійного виробництва відіграв також той факт, що 1936 року цех МХ-2 нарешті звільнили від сторонніх замовлень — до цього він, паралельно з Т-28, виробляв збірку 15- і 75-тонних кранів та пресів, що відволікало і без того нечисленні робочі кадри.

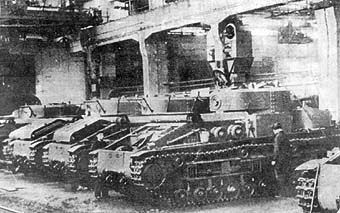
Збірка танків Т-28 у цеху Кіровського заводу. 1935

Виробництво комплектуючих для Т-28, починаючи з 1934 року, здійснювали такі заводи:
- Бронекорпуса та башти — Іжорський завод (м. Колпіно)
- Двигуни М-17 — завод № 26 (м. Рибінськ)
- КПП — завод «Червоний Жовтень» (м. Ленінград)
- Паливні баки, повітряні фільтри, боєукладки — завод № 7 (м. Ленінград)
- Підшипники — Державний підшипниковий завод (м. Москва)
- Прилади (манометри, термометри, спідометри, тахометри) — завод № 213 (м. Москва)
- Радіостанції — завод № 203 (м. Москва)

На Кіровському заводі здійснювалося виготовлення інших деталей та збірка танка.
Серійний випуск танка здійснювався протягом восьми років, з 1933 по 1940.
| Загальне виробництво танків Т-28 по роках      | Загальне виробництво танків Т-28 по роках | Загальне виробництво танків Т-28 по роках | Загальне виробництво танків Т-28 по роках | Загальне виробництво танків Т-28 по роках | Загальне виробництво танків Т-28 по роках | Загальне виробництво танків Т-28 по роках | Загальне виробництво танків Т-28 по роках | Загальне виробництво танків Т-28 по роках | Загальне виробництво танків Т-28 по роках |
| ---------------------------------------------- | ----------------------------------------- | ----------------------------------------- | ----------------------------------------- | ----------------------------------------- | ----------------------------------------- | ----------------------------------------- | ----------------------------------------- | ----------------------------------------- | ----------------------------------------- |
| Рік                                            | 1933                                      | 1934                                      | 1935                                      | 1936                                      | 1937                                      | 1938                                      | 1939                                      | 1940                                      | Усього                                    |
| Річний план, шт.                               | 90                                        | 50                                        | 30                                        | 100                                       | ?                                         | 90                                        | 135                                       | —                                         | —                                         |
| Фактична випуск, шт.                           | 41                                        | 50                                        | 32                                        | 101                                       | 39                                        | 96                                        | 131                                       | 13                                        | 503                                       |
| Заводський ремонт танків, шт.                  | —                                         | ?                                         | ?                                         | ?                                         | 14                                        | 50                                        | 24                                        | 96                                        | —                                         |
| Випуск запасних частин до танків, тис. рублів. | —                                         | 500                                       | 1000                                      | 2172                                      | 4000                                      | 8200                                      | 6530                                      | —                                         | 22 402                                    |

З наведеної таблиці видно, що, починаючи з 1934 року, Кіровський завод у більшості випадків не лише дотримувався графіку виробництва Т-28, а й трохи перевиконував його. Різке зниження обсягів випуску танків 1937 року пояснюється запланованим прийняттям на озброєння танка Т-29 — колісно-гусеничного варіанту Т-28, проте проєкт Т-29 так і не вийшов зі стадії дослідних зразків і 1938 року виробництво Т-28 було відновлено в колишньому обсязі.
Ряд джерел містять вказівку на 523 машини як на загальне число виготовлених танків Т-28, проте більшість джерел сходяться на 503 танках.
Крім різних змін конструкції базової моделі, у процесі серійного виробництва робилися неодноразові спроби модернізації танка. Зокрема, проводилися роботи з поліпшення трансмісії та бортових редукторів, що вилилися у створення танків Т-28А і Т-28А-2 (див. нижче).

## Конструкція
Т-28 являв собою середній танк класичного трибаштового компонування з двоярусним розташуванням озброєння. Моторно-трансмісійне відділення знаходилося в кормовій частині танка, а відділення управління, поєднане з бойовим — у лобовій. Танк мав протикулеве бронювання. Екіпаж танка складався з шести осіб: механіка-водія; командира, що виконував також функції стрільця з баштового кулемета та заряджаючого гармати; радиста, що виконував також функції другого заряджаючого; навідника і двох стрільців кулеметних башт.

### Броньовий корпус
Корпус танка — коробчатої форми, повністю зварної (з гомогенної броні) або клепано-зварної (з цементованої броні). Клепано-зварні корпуси мали танки випуску кінця 1936 — початку 1938 і 1939—1940 років, в інші роки випускалися танки з повністю зварними корпусами. Протягом 1938 року випускалися танки з корпусами обох типів. Корпус збирався з катаних бронелистів завтовшки від 13 до 30 мм, зварених між собою встик. Для збільшення огляду механіка-водія та зменшення мертвого простору перед танком передня частина корпусу була скошена. З метою збільшення захищеності стики верхнього переднього похилого, лобового вертикального та переднього листа днища прикривалися додатковими прутами.
Функціонально корпус поділявся на чотири відділення: управління, бойове, силове та відділення силової передачі. Бойове відділення відгороджувалося від моторного перегородкою з люком для доступу до двигуна.
Зверху до переднього похилого листа між кулеметними баштами приварювалися вертикальні стінки верхньої частини кабіни механіка-водія. Спереду кабіна прикривалася відкидними бронедверцятами з люком що відкривається вгору. Лючок мав оглядову щілину, що закривалася триплексом. Зверху кабіна закривалася ще одним люком, що полегшували посадку механіка-водія. Під час Зимової війни на частині танків передні дверцята механіка-водія посилювалася додатковим 20-мм бронелистом, а навколо самої кабіни наварювали огорожу, що охороняла дверцята від заклинювання осколками снарядів при артобстрілі.
Зовні корпусу з обох бортів навпроти бойового відділення кріпилися ящики для приладів димопуску. На танках різних років випуску ящики розрізнялися конфігурацією. Для доступу до приладів димопуску зсередини бойового відділення в бортах корпусу були два круглих отвори.
До днища корпусу вздовж моторного відділення була приварена рама двигуна, первинної передачі вентилятора та КПП. Рама для міцності зміцнювалася двома підкосами з кожного боку, які служили одночасно опорою для радіаторів. Праворуч та ліворуч від підмоторної рами у відділенні трансмісії розташовувалися вертикальні ніші для бензобаків.
На даху моторного відділення був відкидний люк з ковпаком повітрозабірника посередині. Праворуч та ліворуч від люка були жалюзі, що забезпечували доступ повітря до радіаторів. За моторним відділенням на даху встановлювався глушник, прикритий додатковим бронещитком.
Над трансмісійним відділенням у знімному бронелисті встановлювався вентилятор, прикритий зверху бронековпак з жалюзі, конфігурація яких також розрізнялася залежно від року випуску танка.
У днищі корпусу було 7 лючків для доступу до різних агрегатів двигуна та трансмісії, а також люк екстреної евакуації екіпажу через днище.

### Башти
Башти танка розміщувалися в два яруси. На першому розташовувалися дві малі кулеметні башти, на другому — головна башта з гарматним озброєнням.
Як і корпуси, головні башти випускалися двох типів — зварні та клепано-зварні. По конструкції головна башта була ідентична головній башті важкого танка Т-35. башта мала еліптичну форму з розвиненою кормовою нішею та збиралася з катаних бронелистів завтовшки 15 — 20 мм. Дах башти був посилений ребрами жорсткості, виконаними у формі виштамповок у вигляді великої зірки і двох смуг із закругленими краями. Спочатку в даху башти був один прямокутний люк, який 1936 року був замінений двома — круглим люком навідника з установкою під зенітну турель та прямокутним люком командира. У передній частині даху башти було два отвори для перископічних приладів, захищених бронековпаком, в задній частині праворуч — отвір антенного вводу. Зовні башти по бортах на восьми кронштейнах могла кріпитися поручнева антена. На правій та лівій стінках башти були оглядові щілини, закриті триплексами, і під ними — амбразури для стрільби з особистої зброї, що закривалися бронезасувками. У передній частині башти на цапфах встановлювалася 76,2-мм гармата, праворуч від неї в незалежній кульовій установці містився кулемет ДТ (кут горизонтального обстрілу ± 30 °, кут піднесення +30 °, зниження — −20 °). У задній стінці кормової ніші башти була вертикальна щілина для бугеля установки кулемета, замість якої з 1936 року була введена стандартна кульова установка. Крім того, на правій стінці ніші розміщувалася радіостанція. Для зручності екіпажу головна башта забезпечувалася підвісною підлогою, піднесена над днищем корпусу та закріплена до погона башти чотирма кронштейнами. Зверху підлога була прикрита гумовим рифленим листом. Праворуч та ліворуч від гармати встановлювалися високі сидіння командира та навідника (відповідно), що мали на своїх стійках обертові боєукладки барабанного типу на 6 снарядів кожна. Між сидіннями зі зміщенням до передньої частини башти встановлювалася стійка на 8 снарядів (на танках першої серії — на 12 снарядів) та шість магазинів до кулеметів. На задній стійці підвісної підлоги шарнірно кріпилося відкидне сидіння радиста (він же заряджаючий).
Башта мала кругове обертання. Механізм повороту башти оснащувався електричним та ручним приводами.
Останні 13 серійних танків, випущені 1940 року, мали головні башти конічної форми, також аналогічні за конструкцією конічній башті танка Т-35. Однак, на відміну від Т-35, конічною була лише головна башта — кулеметні зберегли циліндричну форму.
Малі кулеметні башти також були ідентичні по конструкції кулеметним баштам Т-35 (єдина відмінність — відсутність у башт Т-28 кілець римів). Обидві башти були однакові за своїм устроєм, круглі, з виступом у передній частині для кульової установки кулемета, і розрізнялися лише розміщенням оглядових щілин та амбразур для стрільби з особистої зброї. Озброювалися башти одним кулеметом ДТ. Привід повороту башти — ручний. Кожна башта могла обертатися від упору в стінку кабіни механіка-водія до упору в стінку корпусу танка, горизонтальний кут обстрілу кулемета при цьому становив 165 °. Стрілець розміщувався на поворотному сидінні регульованої висоти, встановленому на днище корпусу. Для посадки стрільця в даху башти був один великий люк прямокутної форми з заокругленням угорі.

### Екранування
Застосування танків Т-28 у Зимовій війні виявило недостатність їх бронювання, внаслідок чого була розроблена схема додаткового екранування танка. Танки екранували в заводських умовах методом приварювання додаткових бронелистів завтовшки 20 — 30 мм до корпусу танка та башт. Екранування дало змогу довести товщину броні лобових частин корпусу танка до 50 — 60 мм, а башт і верхньої частини бортів — до 40 мм. Це серйозно підвищило захищеність машини, хоча і негативно позначилося на її динамічних характеристиках, оскільки маса танка зросла до 32 тон. Екранування танків проводилося на Кіровському заводі 1940 року. Екрановані танки отримували індекс Т-28Е («екранований»). Планувалося провести екранування всіх що були в наявності машин (понад 400), але, згідно з документами, всього було заекрановано 111 танків, з них 103 — повністю і 8 — частково. Більшість екранованих машин надходило в частини Ленінградського військового округу (близько 80 %), 15 % машин — в Київський ОВО, і лише дві машини — в Західний ОВО.

### Озброєння
Основним озброєнням Т-28 була 76,2-мм танкова гармата. Спочатку танки озброювалися гарматою моделі КТ-28 («Кіровська танкова») зразка 1927/32 років. Спеціально розроблена для Т-28, гармата використовувала доопрацьовану хитну частину 76-мм полкової гармати зразка 1927 з наступними змінами:
- вкорочена довжина відкоту з 1000 до 500 мм;
- збільшено кількість рідини в накатнику з 3,6 до 4,8 л;
- посилені санчата шляхом потовщення їх стінок з 5 до 8 мм;
- введено новий підйомний механізм, ножний спуск і нові прицільні пристосування, що задовольняють умовам роботи танкового екіпажу.

Гармата КТ-28 мала довжину ствола 16,5 калібрів. Початкова швидкість 7-кілограмового осколково-фугасного снаряда становила 262 м/с, 6,5-кілограмового шрапнельного — 381 м/с.
Гармата встановлювалася в лобовій частині головної башти в масці на цапфах. Максимальний кут піднесення гармати становив +25 °, опускання — −5 °. Підйомний механізм гармати — секторного типу, ручний.
Гармата КТ-28 призначалася для боротьби з вогневими точками противника та неброньованими цілями, і цілком задовольняла покладені на неї завдання. Потужність її бронебійного снаряда в силу невисокої початкової швидкості було достатньо низькою. Треба сказати, що відверта слабкість гармати КТ-28 у боротьбі з броньованими цілями служила джерелом безлічі нарікань з боку військових. Власне, самими конструкторами танка гармата КТ-28 як основне озброєння розглядалася як тимчасовий захід — згодом танки планувалося озброювати 76,2-мм універсальною танковою гарматою ПС-3. Проте з ряду причин її так і не вдалося допрацювати до прийнятного рівня та запустити у виробництво.
Починаючи з 1938 р. і аж до закінчення виробництва в 1940 р. Т-28 озброювалися новою 76,2-мм танковою гарматою Л-10. Гармата Л-10 мала ствол завдовжки 26 калібрів та велику порівняно з КТ-28 початкову швидкість (555 м/с), що дало змогу її бронебійному снаряду пробивати броню завтовшки до 50 мм на відстані 1000 м при куті зустрічі 60 ° до нормалі. Це істотно підвищило бойові можливості танка, хоча по надійності та зручності експлуатації Л-10 відчутно поступалася КТ-28. Крім нововироблених машин, гарматою Л-10 переозброювалися танки, які надходили на Кіровський завод для ремонту. Точних даних про загальну кількість танків, озброєних гарматами Л-10, немає, однак за наявними даними можна припустити, що до 1941 року гарматою Л-10 були озброєні близько 300 танків Т-28 (з приблизно 450 що були в наявності).
Для наведення гармати на ціль використовувалися телескопічний приціл ТОП зразка 1930 року і перископний приціл ПТ-1 зразка 1932 року.
Боєкомплект гармати становив 69 унітарних пострілів, які розміщувалися в укладках на бортах корпусу (49 штук), у стійці на підвісному полику башти (8 шт.) і в обертових барабанних установках під сидіннями командира та навідника (по 6 шт.) (застосування обертової боєукладки — характерна особливість танків Т-28 і Т-35). У боєкомплект танків з гарматами КТ-28 входили лише осколково-фугасні та шрапнельні снаряди, а танків, оснащених гарматами Л-10 — також і бронебійні.
Допоміжне озброєння Т-28 складалося з чотирьох 7,62-мм кулеметів ДТ, розташованих в кульових установках. Один з них розміщувався в лобовій частині головної башти в автономній установці, праворуч від гармати, інший розміщувався в кормовій ніші. Спочатку кормовий кулемет не мав своєї установки, а був знімним (на бугелі) і вів вогонь через вертикальну амбразуру що закривалася броньовою кришкою. Починаючи з 1936 року, в кормовій ніші башти встановлювалася стандартна кульова установка. По одному кулемету встановлювалося в малих башточках, кожна з яких мала горизонтальний сектор наведення 165 °. На танках останніх серій на люку навідника встановлювалася також зенітна турельна установка П-40 з кулеметом ДТ, забезпеченим для стрільби по повітряних цілях з коліматорним прицілом (таким чином, загальна кількість кулеметів танка доводилося до п'яти).
Боєкомплект кулеметів становив 7938 патронів у 126 дискових магазинах по 63 патрона кожний. Магазини для кулеметів головної башти вкладалися в стелажах на бортах корпусу і в кормовій ніші. Оригінально була вирішена укладання магазинів для кулеметів малих башт — по обидві сторони від механіка-водія на правому та лівому бортах знаходилося по одному обертовому у вертикальній площині барабану, в кожному з яких було укладено по 40 магазинів до кулеметів (8 секторів по 5 магазинів).

### Двигун та трансмісія
Двигун танка — V-подібний авіаційний карбюраторний М-17Т водяного охолодження, експлуатаційною потужністю 450 к. с. при 1400 об/хв. Максимальна потужність становила 500 к. с. при 1450 об/хв (спроби установки на танк дизельного двигуна успіху не мали). Ступінь стиснення — 5,3, суха маса двигуна — 553 кг. Карбюраторів — два, типу КД-1 (на кожну групу циліндрів). Водяне охолодження двигунів здійснювалося за допомогою радіаторів загальною ємністю 100 л. На машинах першої серії радіатори мали різне число секцій. Два бензобака ємністю 330 л кожний розташовувалися уздовж бортів у трансмісійному відділенні. Подача палива — під тиском, бензопомпою. Як паливо використовувався бензин марок Б-70 і КБ-70. Масляний насос — шестерний (на танках першої серії — поршневий). Запалювання — від магнето. На танках першої серії використовувалися магнето «Сцінтілла», на подальших — магнето «Електрозавод».
Трансмісія складалася з головного фрикціону сухого тертя, пятишвидкісної коробки зміни передач (п'ять передач вперед, одна назад), багатодискових сухих бортових фрикційних та дворядних бортових передач з стрічковими гальмами. Коробка передач мала блокувальний пристрій, який запобігає перемикання передач при невимкненому головному фрикціоні.

### Ходова частина
Підвіска була розроблена переважно за типом танка фірми «Крупп» та представляла з себе коробчату гусеничну раму, приклепану або приварену до броні корпусу, всередині якої розміщувалися всі елементи підвіски.
Ходова частина стосовно до одного борту складалася з 12 парних опорних котків малого діаметра, зблокованих за допомогою балансирів у 6 кареток з пружинним підресорюванням. Каретки, у свою чергу, зблоковані у два візки, підвішені до корпусу на двох точках.
Зовнішній діаметр опорного котка — 350 мм. Спочатку всі опорні котки мали гумові бандажі. Починаючи з 1936 р. на дві каретки в найзавантаженішій частині танка (4-у і 5-у) стали встановлювати суцільнометалеві котки без бандажів. Також були 4 обгумованих підтримуючих ролика діаметром 280 мм. Ведучі колеса — цівкового зачеплення з діаметром ділильного кола 720 мм і 17 зубами, заднього розташування. Зубчасті вінці — знімні. Напрямні колеса — литі із сталевим штампованим ободом та гумовим бандажем. Зовнішній діаметр колеса — 780 мм. Натяжний пристрій — гвинтовий, за допомогою кривошипа. Дрібноланковий гусенична ланцюг завдовжки 15 800 мм складався з 121 сталевого литого трака. Ширина трака — 380 мм, довжина — 170 мм, крок гусеничного ланцюга — 130 мм.

### Електрообладнання
На машинах першої партії встановлювалося імпортне електрообладнання напругою 12 В, але потім, з кінця 1933 року, перейшли на вітчизняне обладнання, напругою 24 В.
Потужність генератора — 1000 вт
Внутрішнє освітлення та електрообладнання машини включало 3 лампочки щитка водія, 2 переносних лампочки, 6 штепсельних розеток (3 в головній башті, по одній — у малих і одна у відділенні трансмісії), 4 плафона (2 в головній башті і по одному — у малих).
Для освітлення дороги в нічний час танк мав дві складні фари, забезпечені броньовими кожухами (аналогічні використовувалися на Т-26). На кормі танка на надгусеничних полицях розміщувалося два задніх габаритних ліхтаря з відкидними кришками. Також на ряд танків встановлювалися дві фари-прожектори для нічної стрільби (так звані «фари бойового світла»), розміщувалися на масці гармати, або безпосередньо над його стволом, або по обидві сторони від нього.
Для подачі звукових сигналів був гудок «ЗЕТ» вібраторного типу.

### Засоби спостереження та зв'язку
Засоби спостереження на Т-28 являли собою прості оглядові щілини, закриті з внутрішньої сторони змінним триплексним склоблоком, що забезпечував захист від куль, осколків снарядів та бризок свинцю при обстрілі бронебійними кулями. По одній оглядовій щілині розташовувалося по бортах головної башти, за зовнішніми бортами кулеметних башт і в кришці люка механіка-водія. Крім цього, командир танка мав у своєму розпорядженні перископічний панорамний прилад спостереження ПТК, захищений бронековпаком.
Для зовнішнього зв'язку всі танки Т-28 оснащувалися радіостанціями. На танки ранніх випусків встановлювалася радіостанція 71-ТК, що забезпечувала зв'язок на дистанцію 18—20 км. З 1935 р. на танк стали встановлювати радіостанцію 71-ТК-2 із збільшеною до 40—60 км дальністю зв'язку, але через ненадійність (радіостанція постійно перегрівалася) її вже з 1936 року замінили більш досконалою 71-ТК-3, що стала найбільш масовою танковою радіостанцією довоєнних років.
На машинах випуску 1933—1935 років були проблеми з екрануванням електрообладнання, внаслідок чого виникали сильні радіоперешкоди. Пізніше завдяки блокуванню електросхеми за допомогою конденсаторів від перешкод вдалося позбутися.
Більшість Т-28 оснащувалися антеною поручневого типу, лише на танках випуску 1939—1940 р. стали встановлюватися штирові антени.
Для внутрішнього зв'язку Т-28 оснащувалися танковим переговорним пристроєм (танкофоном) ТПУ-6 на всіх шістьох членів екіпажу. На машинах першої серії встановлювався прилад типу «Сафар».

### Додаткове обладнання
Протипожежне обладнання включало в себе стаціонарний вогнегасник з чотирьоххлористим вуглецем ємністю 3 л, встановлений під правим радіатором який приводився в дію спеціальною кнопкою з місця механіка-водія або командира танка. Крім того, було два ручних вогнегасника.
Танк обладнаний двома приладами димопуску ТДП-3, встановленими на бортах у спеціальних ящиках.

### ЗІП
Зовні до корпусу танка кріпився ЗІП у складі двох 15-тонних домкратів, двох лопат, сокири, дворучної пилки, двох ломів, спеціального сталевого бруска для зняття котків, буксирних тросів, брезенту, запасних котків та запасної каретки нижньої підвіски. Схема укладання ЗІП істотно розрізнялася залежно від року випуску. На частину танків монтувалася спеціальна решітка для укладання брезенту.

## Основні серійні модифікації
- Т-28-1 — передсерійний зразок (1932). Озброєння: 45-мм гармата зразка 1932 і три кулемети ДТ.
- Т-28 зразка 1933 — перший серійний зразок виробництва 1933—1934 років. Озброєння: 76,2-мм гармата КТ-28 і 4 кулемети ДТ. Випущена 41 машина.
- Т-28 зразка 1934 — основний серійний зразок виробництва 1934—1938 років. Озброєння: 76,2-мм гармата КТ-28 і 4 — 5 кулеметів ДТ. Випущено 266 машин.
- Т-28 зразка 1938 — основний серійний зразок виробництва 1938—1940 років. Озброєння: 76,2-мм гармата Л-10 та 5 кулеметів ДТ. Випущена 131 машина.
- Т-28 зразка 1940 — танк з конічною головною баштою виробництва 1940 року. Озброєння: 76,2-мм гармата Л-10 та 5 кулеметів ДТ. Випущено 13 машин.
- Т-28Е — екранований варіант танка Т-28. Екранування раніше побудованих машин проводилася 1940 року. Всього заекранували 111 танків.
- Т-28А — «швидкісний» танк Т-28. За рахунок переконструювання бортового редуктора та коробки передач вдалося підняти швидкість танка до 56 км/год по шосе і 46 км/год по просілку. З червня по грудень 1936 року в рамках виготовлення серійних танків було виготовлено 52 машини. Подальше виробництво танків цієї модифікації було згорнуто зважаючи планованому прийняттю на озброєння танка Т-29.

## Експериментальні зразки
- Т-28А-2 — один з «швидкісних» танків Т-28А, у дослідному порядку оснащений трансмісією зміненої конструкції, що дало змогу досягти швидкості за 65 км/год по шосе. Випущений восени 1936 року.
- Т-28ПХ (Т-28 підводного ходіння) — серійний танк, на який у дослідному порядку було встановлено обладнання для подолання по дну водних перешкод завглибшки до 4,5 м (1937).

З метою забезпечення можливості підводного ходіння, корпус танка Т-28ПХ і його озброєння герметизували, а для живлення двигуна повітрям та відведення вихлопних газів під водою встановлювалися спеціальні пристосування. Обладнання було виготовлено в майстернях НДБТ полігону в Кубинці. Випробування танка проводилися у серпні — грудні 1937 року в природних водоймах Московської області. Екіпаж працював у легких водолазних апаратах типу ІПА-2 та ІПА-3. Всього було зроблено 27 заїздів на різну глибину. Загальна тривалість підводного ходіння танка склала 6 год 35 хв, з них 4 год 44 хв — з працюючим двигуном. При цьому тривалість одиничного занурення була доведена до 60 хвилин, а безперервна робота двигуна під водою — до 27.
Однак не обійшлося без НП. 4 вересня 1937 на 18-й хвилині четвертого заїзду, на глибині 2780 мм, двигун, що працював до цього нормально, при 1000—1100 об/хв, став давати перебої, мимовільно змінюючи число обертів. Через 40 — 50 секунд у моторному відділенні танка стався вибух. Від різкого перепаду тиску були вирвані кріплення люків водія, правої малої башти, люка навідника головної башти і підмоторного люка, а також порушена герметизація ряду ущільнень жалюзі. У підсумку танк залило водою. На щастя, обійшлося без жертв — екіпаж зумів покинути машину.
За результатами випробувань був зроблений висновок, що в цьому виді обладнання підводного ходу має ряд конструктивних недоліків і в цілому не повною мірою відповідає пред'явленим тактико-технічним вимогам. Водночас навіть при самому поверхневому усуненню виявлених дефектів підводне ходіння Т-28 визнавалося цілком можливим. При усуненні всіх недоліків Т-28ПХ міг успішно використовуватися при форсуванні водних перешкод завглибшки до 4 м і завширшки до 1 км при максимальній швидкості течії до 1 м/с.
Комісією, що проводила випробування, було визнано необхідним виготовити еталонний зразок Т-28ПХ в заводських умовах. Проте ніякої інформації про подальші розробки з Т-28ПХ немає.

## Машини, створені на базі Т-28
- Т-29 — експериментальний середній колісно-гусеничний танк, створений за аналогічною з Т-28 компонувальною схемою і з використанням його вузлів та агрегатів. Озброєння: 76,2-мм гармата КТ-28 (ПС-3 або Л-10) і 4 — 5 кулеметів ДТ. Випущено кілька дослідних зразків.[18]
- ІТ-28 — інженерний танк-мостоукладальник, спроєктований у 1936—1940 роках. Навесні 1940 року Т-28 № 1638 у дослідному порядку був перероблений в ІТ-28. Замість башт і підбаштової коробки встановлювалася восьмигранна рубка, на яку встановлювався двоколійний міст завдовжки 13,3 м з мостовим приводом та важелями наводки. За підсумками випробувань було встановлено, що час наведення моста становить 3 — 5 хвилин, а міцність механізмів приводу та самого мосту достатні для проходження танків масою до 50 т. Власна вага машини становила 24 тонни, озброєння складалося з 2 кулеметів ДТ. Машина була оцінена військовими в принципі позитивно, але виявлені недоліки вимагали доопрацювання, які так і не були проведені. Всі подальші роботи з ІТ-28 були згорнуті.[19]
- СУ-8 — дослідна зенітна самохідна артилерійська установка на базі танка Т-28 (1935). Озброєння: 76-мм зенітна гармата зразка 1931 і кулемет ДТ. Випущений дослідний зразок.[1]
- 152,4-мм самохідна мортира — дослідна самохідна артилерійська установка (1932). Використовувалося шасі танка Т-28. Озброєння: 152-мм мортира зразка 1931 (НМ) і два кулемети ДТ.[1]
- 152,4-мм самохідна берегова гармата — дослідна самохідна артилерійська установка для берегової оборони (1933). Використовувалося шасі танка Т-28. Озброєння: 152-мм морська гармата Б-10.[1]
- СУ-14 і СУ-14-1 — самохідні артилерійські установки (1935, 1936 роки). Створені з використанням вузлів та агрегатів танків Т-28 і Т-35. Озброєння відповідно: 203-мм гаубиця Б-4 або 152-мм морська гармата Б-10. Випущено дослідні зразки.[1]
- Танк-електротральщик на базі Т-28 — експериментальний електротральщик для створення проходів у мінних загородженнях (1940). На танку замість головної башти встановлювалася рубка з генератором та іншим обладнанням. Генератор створював перед танком електромагнітне поле ультрависокої частоти, що давало змогу підривати міни з електродетонаторами. 14 квітня 1940 електротральщик пройшов успішні випробування, але з ряду причини не був запущений у серійне виробництво. Пізніше аналогічна машина проєктувалася на базі танка КВ-1.[19]
- Моторний броньовий вагон — озброєна бронедрезина. Створено з використанням агрегатів, вузлів та гарматних башт танка Т-28. Озброєння: три 76,2-мм гармати КТ-28 (або Л-11, які в період німецько-радянської війни були замінені на Ф-34), 8 кулеметів ДТ і 4 кулемети «Максим». Випущено 2 зразки.[1]
- Т-112 — дослідний середній танк, що являв собою Т-28 з підвіскою за типом важкого танка Т-35. Розроблений КБ Кіровського заводу під керівництвом Котіна 1938 року. Не вийшов зі стадії креслень.[20]

Крім того, башти танків Т-28 використовувалися для озброєння бронекатерів проєкту 1124. Також вже в період Великої Вітчизняної війни башти та елементи корпусів Т-28 використовувалися при будівництві деяких бронепоїздів (Наприклад, бронепоїзди № 1 «Винищувач фашизму» зі складу 6-го ОДБП та бронепоїзд № 2 «Дзержинець» зі складу 48-го ОДБП) і при спорудженні довготривалих вогневих точок у районі Ленінграда.

## Озброєння, випробовуються на базі Т-28
- 76,2-мм гармата Л-11 — створена в КБ Кіровського заводу в початку 1938 року для заміни гармати Л-10 як основне озброєння Т-28, а також для оснащення перспективних важких та середніх танків. випробовувалася на танку Т-28 1939 року паралельно з створеною для тих же цілей гарматою Ф-32, показавши приблизно схожі з останньою результати. Однак, через більшу складність та вартість, на озброєння прийнята не була.[25]
- 76,2-мм гармата Ф-32 — створена в ОКБ-92 Горьковського артилерійського заводу № 92 під керівництвом В. Г. Грабіна. Призначалася для тих же цілей, що і Л-11 і використовувала в конструкції хитну частина 76,2-мм дивізійної гармати Ф-22. Випробовувалася на Т-28 паралельно з Л-11 1939 року і показала приблизно зіставні з нею результати. Завдяки меншій вартості та більшій технологічності виробництва, за результатами випробувань вибір був зроблений на користь Ф-32, і в січні 1940 року гармата була прийнята на озброєння РККА. Однак плановане переозброєння Т-28 так і не було зроблено.[25]
- 85-мм гармата Ф-30 — розроблена під керівництвом Грабіна в початку 1939 року як танкова гармата великої потужності. На початку літа 1939 зразок гармати проходив випробування возінням і на штучному відкаті на танку Т-28 (гармата встановлювалося в башту). Випробування стрільбою було вирішено не проводити, оскільки при використанні гармати розрахункова реакція віддачі на погон перевищувала допустиму.[26]
- 95-мм гармата Ф-39 — розроблена в ОКБ-92 Горьковського артилерійського заводу № 92 на базі 85-мм гармати Ф-30 на початку 1940 року. Осінню 1940 року зазнавала возінню і на штучному відкаті у башті танка Т-28 (мабуть, того ж, що використовувався для випробування гармат Ф-32 і Ф-30).[27]

## Обладнання, випробовуються на базі Т-28
- Котковий мінний трал натискної дії — випробовувався на Т-28 у травні — липні 1939 року. Трал проробляв два проходи перед гусеницями танка шириною по 600 мм. Під час випробувань з'ясувалося, що кожна каретка котків у стані підірвати 2 — 3 протитанкові міни типу ТМ-35, споряджені 2600—2800 г. толу, після чого вона потребувала відновлення. Швидкість тралення досягала 10 — 12 км/год. Для установки трала на танк було потрібно 1 год 40 хв. Габаритні розміри танка з тралом склали: довжина — 8160 мм, ширина — 3216 мм. Маса трала — 2110 кг. За результатами випробувань був зроблений висновок, що, попри ряд позитивних якостей трала, його конструкцію необхідно поліпшити, щоб домогтися більшої живучості (10 — 15 вибухів під кареткою) та маневреності. Було визнано необхідним виготовити 2 — 3 зразка для полігонних випробувань та провести їх 1940 року в літніх та зимових умовах, проте подальші випробування не проводилися.[28]
- Бойковий мінний трал ТР-28 — випробовувався на Т-28 у липні — серпні 1940 року. Трал був розроблений інженерами Бєлогуровим та Колоєвим з досвіду Зимової війни та призначався для забезпечення проходів завширшки 3,5 м у мінних полях. Трал складався з барабана, до якого кріпилися троси з грузиками на кінцях, і ланцюгової передачі з приводом від лінивця танка. Обертаючись, троси з вантажами вдаряли по землі та викликали детонацію мін. Випробування показали, що конструкція трала в принципі вдала, але потребує доопрацювання.[28]
- Плуг-канавокопач КВ — випробовувався на Т-28 у листопаді 1940 року. Призначався для швидкого відриття позаду рухомого танка трапецеїдальних траншей неповного профілю (близько 0,5 — 0,6 м завглибшки) для укриття піхоти в бою. Випробування показали непогані результати, однак подальші розробки з плуга КВ були припинені.[29]
- Торсіонна підвіска — випробовувалася в лютому — березні 1939 року в рамках проєктних та конструкторських робіт СКБ-2 по танку СМК. Для випробувань на серійному Т-28 (заводський номер 1552) була демонтована штатна підвіска та встановлена торсіонна. Торсіонні вали розміщувалися безпосередньо під днищем машини, а для обмеження ходу балансирів були встановлені сталеві упори з гумовими демпферами. Під час випробувань танк пройшов 1851 км. Були випробувані три типи опорних котків, що розрізнялися діаметром, масою та типом пружного елемента. Випробування показали загальну надійність роботи торсіонної підвіски, яка в допрацьованому вигляді була застосована на експериментальних танках СМК і КВ. Крім того, торсіонна підвіска була рекомендована для застосування при будівництві нових Т-28, однак у виробництві Т-28 з торсіонною підвіскою з ряду причин так і не були освоєні.[30]

## Оператори
- СРСР
- Фінляндія — 7 танків;[2]
- Третій Рейх — точна кількість невідома, але не більше 10 танків;[2]
- Румунія — два танки;[31]
- Угорське королівство — один танк.[31][32]

## Експлуатація та бойове застосування

### РСЧА
1933 року перші 10 танків Т-28 надійшли на озброєння 2-го окремого танкового полку Ленінградського військового округу, потім в 1, 3 і 4-й танкові полки. 12 грудня 1935 наказом Наркома оборони танкові полки були розгорнуті в окремі важкі танкові бригади (скорочено втбр або  тб). Відповідно до цього наказу, втбр складалася з трьох лінійних танкових батальйонів, навчального батальйону, батальйону бойового забезпечення та інших підрозділів. У своєму складі втбр мала 54 танка Т-28, 16 танків БТ, 18 танків Т-26 і 3 вогнеметних танка БЗБ-3, а також численні автомобілі. Особовий склад бригади становив 1400 осіб.
Усього було сформовано 4 втбр — 1, 4, 5 і 6-а (на базі 1, 3, 4 і 2-го окремих танкових полків відповідно). 1-а втбр дислокувалася в Смоленську (Білоруський військовий округ), 4-а втбр — у Києві (Київський військовий округ), 5-а втбр — у Харкові (Харківський військовий округ) і 6-а втбр ім. С. М. Кірова — у Слуцьку (Ленінградський військовий округ). При цьому цікаво, що на озброєнні 5-ї втбр крім Т-28 були важкі танки Т-35.
Наказом Наркома оборони від 21 травня 1936 важкі танкові бригади були виділені в резерв Головного Командування (РГК). Основне призначення цих частин визначалося як «якісне посилення стрілецьких та танкових з'єднань при прориві укріплених позицій противника». Відповідно до цього призначення була розроблена програма, за якою готували особовий склад втбр. Підготовка танкістів на Т-28 здійснювалася в 2-й запасний танковій бригаді ЛВО, Орловському бронетанковому училище, а також на Ленінградських бронетанкових курсах поліпшення комскладу.
Відповідно до Статуту РСЧА, обслуга бойового екіпажу танка Т-28 станом на січень 1936 виглядала так:

Командир танка (лейтенант) — поміщається в головній башті № 1 праворуч від гармати біля перископа. Веде вогонь з ДТ, заряджає за допомогою радиста гармату, командує танком.
Технік танковий молодший (воєнтехнік 2 рангу) — міститься в передній частині танка у відділенні управління. Безпосередньо керує рухом танка, відповідає за його технічний стан. Поза боєм керує підготовкою механіків-водіїв та моториста.
Механік-водій (старшина) — поміщається у башті № 2 (ліва кулеметна), веде вогонь з кулемета, забезпечує догляд за мотором.
Командир артилерійської башти (молодший командир взводу) — поміщається у башті № 1 ліворуч, веде вогонь з 76-мм гармати. Відповідає за стан озброєння танка. Поза боєм керує підготовкою кулеметників.
Командир кулеметної башти № 3 (відокремлений командир)  — поміщається у башті № 3 (права кулеметна), веде вогонь з кулемета. Забезпечує догляд за ходовою частиною танка.
Радіотелеграфіст (відокремлений командир)  — поміщається у башті № 1, обслуговує радіостанцію, у бою допомагає заряджати гармату.
Механік-водій молодший (молодший командир взводу)  — розташований поза танком. Забезпечує постійний догляд, чищення та змащення трансмісії та ходової частини в передбойовій обстановці та після бою.
Моторист (молодший технічний склад)  — розташований поза танком. Забезпечує постійний догляд за мотором, його чищення та змащення.

1939 року важкі танкові бригади були переведені на новий штат, а також змінили нумерацію: 5-а втбр стала 14-ю, 4-а втбр — 10-ю, 1-а втбр — 21-ю, а 6-а втбр — 20-ю ім. Кірова.
До 1939 року Т-28 не застосовувалися в бойових діях, проте неодноразово брали участь у військових маневрах та навчаннях (вперше — у січні 1934 року). При цьому нерідко мали місце позитивні відгуки про тактико-технічні характеристики танків, а от до якості та надійності машин були претензії.
Крім того, з 1933 року і аж до початку Великої Вітчизняної війни Т-28 регулярно брали участь у військових парадах 1 травня і 7 листопада в Москві (Червона площа, близько 20 машин), Ленінграді (Палацова площа, 10 — 12 машин) та Києві (Хрещатик, 10 — 12 машин).
У вересні 1939 року 10-а і 21-а танкові бригади (98 і 105 танків Т-28 відповідно) брали участь у «визвольному поході» на Західну Україну. 10-а тб діяла у складі Українського фронту, 21-а тб — у складі Білоруського. Попри те, що бойових зіткнень з противником під час походу практично не було, танки Т-28 дуже добре показали себе, пройшовши на марші 350—400 км і показавши при цьому вельми задовільну надійність.
Складні схеми камуфляжу в забарвленні перебуваючих у втбр танків Т-28 практично не застосовувалися. Зазвичай, танки офарблювалися стандартною для бронетехніки РСЧА оливковою фарбою 4БО. У зимовий час наносився тимчасовий камуфляж змиваною білою фарбою.

#### УЗимовій війні
20-а важка танкова бригада імені С. М. Кірова, озброєна танками Т-28, брала участь у бойових діях на Карельському перешийку під час радянсько-фінської війни 1939—1940 років (дані про участь у бойових діях у Карелії 10-ї втбр не відповідають дійсності). У складі бригади налічувалося 105 танків Т-28, а також легкі танки БТ-5 (8 шт.), БТ-7 (21 шт.), вогнеметні танки БЗБ-3 (11 шт.), 20 бронеавтомобілів, численні вантажні машини і 2926 осіб особового складу.
У ході боїв на «Лінії Маннергейма» танки Т-28 використовувалися за своїм прямим призначенням — для підтримки піхоти при прориві укріплених позицій противника. При цьому, попри те, що Т-28 створювався за вимогами початку 1930-х років, їх застосування в цілому було достатньо успішним, особливо порівняно з танками Т-26 і БТ. Зокрема, Т-28 легко рухалися по снігу завглибшки 80 — 90 см, добре долали рови, ескарпи та інші протитанкові загородження, вогневої потужності гармат цілком вистачало для ефективної боротьби з дзотами та навіть невеликими дотами, а безліч кулеметів давала змогу створювати справжню зливу свинцю. Однак, разом з тим, бронювання танків не давало змоги їм ефективно протистояти вогню протитанкової артилерії, зокрема 37-мм гармат «Бофорс».
Роль 20-ї втбр у прориві «Лінії Маннергейма» важко переоцінити. Завдяки вмілому та енергійному керівництву, бригада боролася набагато ефективніше інших частин. При цьому вдалося організувати хорошу координацію дій танкової бригади з іншими родами військ (правда, в її технічному здійсненні були проблеми, що часом служило причиною високих втрат). Командування РСЧА високо оцінило дії 20-ї втбр під час Зимової війни — у квітні 1940 року Указом президії Верховної Ради СРСР бригада була нагороджена орденом Бойового Червоного Прапора та надалі іменувалася Червонопрапорною. 21 танкіст удостоївся звання Героя Радянського Союзу, 613 осіб були представлені до орденів та медалей.
Всього за період з 30 листопада 1939 по 13 березня 1940 втрати 20-ї втбр склали:
- в особовому складі — 564 особи, з них безповоротні — 169;[36]
- у матеріальній частині — 482 танка, з них 155 підбито артвогнем, 77 підірвалося на мінах, 30 згоріло, 21 потонув у болотах або озерах, 2 захопили фіни, і 197 танків вийшли з ладу з технічних причин.[35]

Однак з 482 втрачених Т-28 під час боїв було відновлено та повернулося до ладу 386 танків, тобто понад 80 %. Такий високий відсоток відновлених машин пояснюється хорошою роботою ремонтно-евакуаційної служби бригади, хорошим постачанням запчастинами та близькістю Кіровського заводу — виробника Т-28. При цьому всього в боях у Карелії брали участь 172 танка Т-28 — 105 у складі 20-ї втбр на початок війни, і ще 67 нових танків було отримано бригадою в процесі бойових дій. Тобто, у середньому, кожний що брав участь у війні Т-28 виходив з ладу, відновлювався і повертався в стрій мінімум по два рази (окремі танки — до п'яти разів). Безповоротні (що не підлягають відновленню) втрати танків Т-28 за підсумками війни склали 32 машини (30 згорілих і 2 захоплених).
Таким чином, застосування Т-28 у Зимовій війні показало, що за умови грамотного використання та гарного постачання запчастинами ці танки є потужною, надійною та ремонтопридатною машиною, попри складні кліматичні умови, артобстріли та мінні поля. Також було зроблено висновок про недостатню захищеності танків Т-28, що послужило приводом до розробки схеми їх екранування.

#### Унімецько-радянській війні
До літа 1941 р. Т-28 з точки зору конструкторської думки вже морально застарів (особливо порівняно з новим радянським середнім танком Т-34), однак за озброєнням танк перевершував всі машини, що були в той час у розпорядженні вермахту, а по броньовому захисту незначно поступався лише PzKpfw IV (екрановані Т-28Е перевершували з бронювання всі наявні у вермахті зразки бронетехніки).
Однак далеко не всі що були в наявності танки були в стані боєготовності — позначалася зношеність більшості машин та хронічна нестача запчастин до них, яких Кіровський завод у зв'язку з переходом на випуск інших машин випускав все менше.
| Наявність та технічний стан танків Т-28 у військових округах станом на 1 червня 1941 | Наявність та технічний стан танків Т-28 у військових округах станом на 1 червня 1941 | Наявність та технічний стан танків Т-28 у військових округах станом на 1 червня 1941 | Наявність та технічний стан танків Т-28 у військових округах станом на 1 червня 1941 | Наявність та технічний стан танків Т-28 у військових округах станом на 1 червня 1941 | Наявність та технічний стан танків Т-28 у військових округах станом на 1 червня 1941 |
| ------------------------------------------------------------------------------------ | ------------------------------------------------------------------------------------ | ------------------------------------------------------------------------------------ | ------------------------------------------------------------------------------------ | ------------------------------------------------------------------------------------ | ------------------------------------------------------------------------------------ |
| Округ                                                                                | 1-а категорія                                                                        | 2-а категорія                                                                        | 3-я категорія                                                                        | 4-а категорія                                                                        | Разом                                                                                |
| ЛВО                                                                                  | —                                                                                    | 69                                                                                   | 7                                                                                    | 13                                                                                   | 89                                                                                   |
| ПрибВО                                                                               | —                                                                                    | 24                                                                                   | 29                                                                                   | 4                                                                                    | 57                                                                                   |
| ЗахОВО                                                                               | —                                                                                    | 19                                                                                   | 30                                                                                   | 14                                                                                   | 63                                                                                   |
| КОВО                                                                                 | —                                                                                    | 171                                                                                  | 28                                                                                   | 16                                                                                   | 215                                                                                  |
| МВО                                                                                  | —                                                                                    | 5                                                                                    | 1                                                                                    | 2                                                                                    | 8                                                                                    |
| ПриВО                                                                                | —                                                                                    | 4                                                                                    | 5                                                                                    | 1                                                                                    | 10                                                                                   |
| Ремонтні бази                                                                        | —                                                                                    | —                                                                                    | —                                                                                    | 39                                                                                   | 39                                                                                   |
| Разом по РСЧА                                                                        | —                                                                                    | 292                                                                                  | 100                                                                                  | 89                                                                                   | 481                                                                                  |

Таким чином, до початку німецько-радянської війни РСЧА мала приблизно 480 одиниць танків Т-28, з яких повністю боєздатними були порядку 250 машин (втім, проблеми із запчастинами дають змогу переглянути цю цифру в бік зменшення до приблизно 200 машин). Більшість з них знаходилася в західних військових округах (КОВО, ЛВО, ЗахВО).
Штатно-організаційна структура підрозділів, що мали Т-28, до початку німецько-радянської війни також зазнала суттєвих змін. Починаючи з літа 1940 року відбувався поступовий перехід автобронетанкових військ на нову схему організації — важкі танкові бригади поступово розформовувалися, а з їх особистого складу та матеріальної частини формувалися танкові дивізії у складі механізованих корпусів. Наприклад, та що брала участь у Зимовій війні 20-а Червонопрапорна втбр була перетворена в 1-у Червонопрапорну танкову дивізію 1-го механізованого корпусу, а частина танків з її складу була передана в 3-ю танкову дивізію того ж корпусу. Подібним чином перетворювалися й інші важкі танкові бригади.
Танки Т-28 активно використовувалися в початковий період війни, проте практично всі вони були втрачені в перші місяці бойових дій. Крім неграмотного використання, брак пального та боєприпасів і загальної дезорганізації частин РСЧА, основною причиною втрат була технічна зношеність більшості танків та практично повна відсутність запчастин до них. Наприклад, у «Доповіді про бойову діяльність 10-ї танкової дивізії на фронті боротьби з німецьким фашизмом за період з 22 червня по 1 Серпень 1941» містяться такі дані про Т-28, що були в складі дивізії:

За своїм технічним станом танки Т-28 мали запас ходу в середньому до 75 годин. У більшості своїй вони вимагали заміни двигунів і за своїм технічним станом не могли бути використані в тривалих операціях. До 22 червня був 51 танк Т-28, з них виведено по тривозі 44 машини. Практично повна відсутність запчастин одразу згубно позначилося в період військових дій. Машини часто виходили з ладу по найменших технічних несправностях.

Відповідно до цього документу, з 51 танка Т-28, втраченого 10-ю тд 15-го механізованого корпусу за вказаний період, в бою було підбито лише 4 машини, ще 4 вийшли з ладу при виконанні бойового завдання, 4 були залишені справними через відсутність паливно-мастильних матеріалів, 3 пропали безвісти, і 2 застрягли на перешкодах. Решта 32 танки вийшли з ладу з технічних причин і були залишені.
Разом з тим, практика показувала, що при грамотному використанні Т-28 (в особливості екрановані Т-28Е) здатні ефективно боротися з усіма типами бронетехніки противника та протистояти вогню малокаліберної протитанкової артилерії та протитанкових рушниць. Т-28 були відзначені і одиничними актами героїзму радянських танкістів. Наприклад, 3 липня 1941 р. Т-28 під командуванням майора танкових військ Васєчкіна з екіпажем з механіка-водія Дмитра Малько та трьох курсантів здійснив рейд по вже захопленому німцями Мінську, таранячи ворожі вантажівки, збиваючи піхоту, знищуючи противника вогнем гармати та кулеметів. Була знищена група солдатів та вантажівка на вул. Ворошилова, колона мотоциклістів на вул. Ульянова, зосередження живої сили і техніки противника на вул. Янки Купали і в парку ім. Горького. Витративши боєприпаси, танк став виходити з міста і був зупинений лише на східній околиці вогнем протитанкової батареї. Майор Васєчкін загинув, вже вибравшись з палаючої машини. Водій — старший сержант Дмитро Малько — зумів залишити танк і пробратися через лінію фронту до своїх. Командир кулеметної башти № 3 курсант Микола Педан потрапив у полон і був звільнений 1945 року. Заряджаючий курсант Федір Наумов був місцевими жінками захований у підполі, після чого пробрався до партизанів. Подальша доля останнього курсанта, Олександра Рачицького, невідома.
Восени — взимку 1941 року вцілілі Т-28 продовжували епізодично зустрічатися на фронтах. Небагато цих машин брало участь у Битві за Москву. До весни 1942 року Т-28 були лише в Ленінградському військовому окрузі (близько 20 машин). Відносне «довголіття» Т-28 в ЛВО пояснюється, насамперед, близькістю Кіровського заводу, на якому все ще залишався запас запчастин до них, а, по-друге, тим, що у складі частин ЛВО перебували переважно екрановані танки Т-28Е, які представляли для німецьких танків та протитанкових гармат серйозну проблему. Т-28 активно використовувалися в обороні Ленінграда (в тому числі і як нерухомі вогневі точки). Останнє ж їх бойове застосування у складі РСЧА було зафіксовано взимку 1944 — в операції зі зняття блокади Ленінграда.

### Трофейні Т-28 у військахФінляндіїі ввермахті

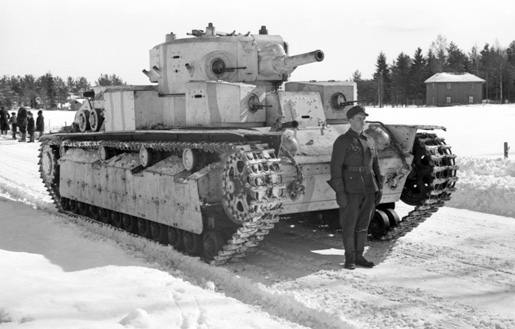
Один з Т-28, захоплених фінами під час Зимової війни та прийнятих на озброєння фінської армії, 1940 рік. Танк вже перефарбований у камуфляж фінських танкових частин (майже вертикальні блакитні смуги на білому тлі).

Трофейні Т-28 застосовувалися фінською армією. Під час Зимової війни фіни захопили дві практично справні машини (зі складу 20-ї втбр), а в серпні 1941 року — ще 10 (зі складу 107-ї отб). З цих машин сім були відремонтовані та введені в стрій. Одна з машин мала радянську екрановку, решта були екрановані фінами, при цьому фінська схема екранировки місцями істотно відрізнялася від радянської. Зокрема, був посилений бронезахист маски гармати (крім того, мали місце спроби переозброєння Т-28 укороченими трофейними радянськими гарматами Ф-22, втім, безрезультатні). Сімка Т-28 перебувала на озброєнні єдиної фінської танкової бригади, у складі якої брала участь у бойових діях у Карелії в 1941—1944 роках, зокрема, при обороні фінами Виборга. Вже після виходу Фінляндії з війни, 1945 року, один Т-28 був перероблений у ремонтно-евакуаційну машину. На озброєнні фінської армії танки Т-28 стояли до 1951 року.
Дані про застосування трофейних Т-28 німецькою армією практично відсутні. Збереглося всього кілька фотографій Т-28 з розпізнавальними знаками вермахту, причому, найімовірніше, на них відображена одна і та ж машина. Разом з тим, у вермахті танк встиг отримати офіційне позначення — Panzerkampfwagen 746  (r). Це дає змогу припустити, що якщо ці танки і використовувалися німецькою армією в бойових діях, то їх застосування було епізодичним, а кількість використовуваних танків не перевищувала 10 екземплярів (найімовірніше 3 — 4 машини). Крім того, достовірно відомо, що один технічно справний трофейний Т-28 був доставлений німцями на танковий полігон у Куммерсдорфі та ретельно вивчений. Подальшу долю цієї машини встановити не вдалося.
Один Т-28 був захоплений угорськими військами влітку 1941 року, проте в боях, мабуть, не використовувався. У січні 1945 року цей танк був захоплений частинами Червоної армії біля будівлі арсеналу в Будапешті, де він, можливо, і стояв з 1941 року. Крім того, відомо про знаходження двох трофейних танків Т-28 у румунській армії. Ці машини також були захоплені влітку 1941 року і встановлені на одній з площ Бухареста для загального огляду. є у деяких джерелах інформація про продаж двох танків Т-28 Туреччині не має яких-небудь підтверджень та швидше все не відповідає дійсності.

## Оцінка машини

### Досвід експлуатації в РККА
Т-28 у цілому був вдалою машиною, достатньо досконалою для свого часу. Попри безвихідність багатобаштового компонування, склад та розташування озброєння Т-28 можна вважати оптимальними. Три башти, розміщені у два яруси, при незалежності їх управління, здатні були забезпечити ефективний супровід піхоти масованим вогнем. При цьому важливим є той факт, що командир мав можливість ефективно управляти вогнем та коригувати його, що, наприклад, було нереалізовано на Т-35, керувати п'ятьма баштами якого в бою один командир фізично не міг. Нарешті, два кулеметника в передніх баштах не лише вели вогонь з кулеметів, а й допомагали виявляти цілі, що в кінцевому підсумку сприяло виживанню танка.
Танк мав адекватне для свого часу бронювання, яке надійно захищало екіпаж та механізми від куль і осколків снарядів, а в разі екрановки танк отримував можливість протистояти снарядам малокаліберної протитанкової артилерії. Швидкісні та маневрові показники машини також були вельми передовими для свого часу, особливо у модифікації Т-28А з поліпшеними редуктором і КПП.
Разом з тим, для свого часу танк Т-28 був дуже складною машиною і мав суттєві недоліки, особливо в системах двигуна та трансмісії. Ходова частина також швидко зношувалися: лопалися ресори, виходили з ладу деталі підвіски, ламалися шестерні бортових передач. Танки насилу проходили приймально-здавальний пробіг, а потім на завод починав надходити потік рекламацій з військ. Особливо вказаними недоліками страждали «недоведення» машини перших серій, випуску 1933—1935 років (втім, у ті роки низька культура виробництва була спільною проблемою радянського танкобудування — навіть куди менш складні Т-26 виробництва 1933—1935 років мали численні недоробки та технологічний брак). Завдяки ряду переробок та поліпшень, внесених у конструкцію машини по ходу її виробництва (зокрема, посилення амортизаторів ходових візків, застосування опорних котків з внутрішньою амортизацією, постійне вдосконалення агрегатів двигуна та трансмісії), недоліки танка були істотно знижені, але усунути їх повністю так і не вдалося. Багато в чому це було пов'язано як з мізерною агрегатною базою, так і з достатньо низькою технологією та культурою виробництва. Та й самі війська не завжди були готові до прийому та експлуатації таких складних бойових машин.
При вмілому застосуванні та хорошому постачанні танк демонстрував високу ефективність навіть у складних умовах експлуатації та ведення бойових дій, що було зайвий раз підтверджено під час Зимової війни. Безсумнівно, чотири з половиною сотні Т-28, освоєних у військах, технічно справних та укомплектованих підготовленими екіпажами, були б серйозною перешкодою для військ вермахту, однак цього не сталося через проблеми з постачанням запчастинами й розформування напередодні війни важких танкових бригад.
Разом з тим, зростання до кінця 1930-х років потужності протитанкової артилерії створювало необхідність збільшення товщини броні танка. Це заводило ідею багатобаштового компонування в глухий кут, з якого їй вже не судилося вибратися. Проводилися спроби розробки танка, подібного Т-28, з протиснарядним бронюванням, наочно ілюстрували цей факт — різко зростали маса і габарити танка. екранування готових танків, частково розв'язувало проблему снарядостійкості, також призводило до зниження рухливості машин. Останні радянські багатобаштові танки — СМК і Т-100 — також наочно продемонстрували ці мінуси, а Т-34 та КВ-1 що з'явилися 1940 року остаточно поховали ідею багатобаштового компонування.

### Порівняння з зарубіжними аналогами

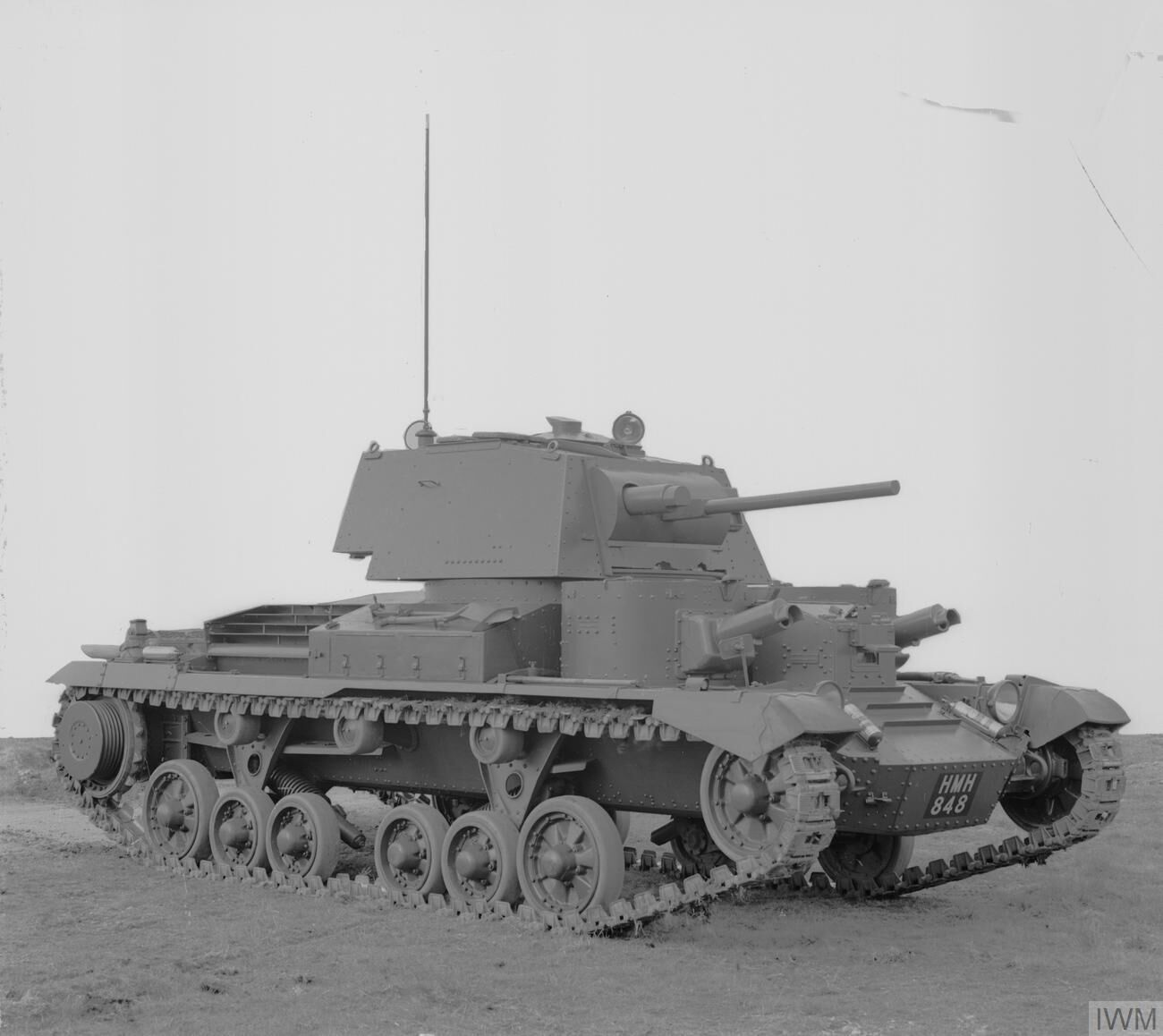
Британський крейсерський танк «Віккерс» Mk I

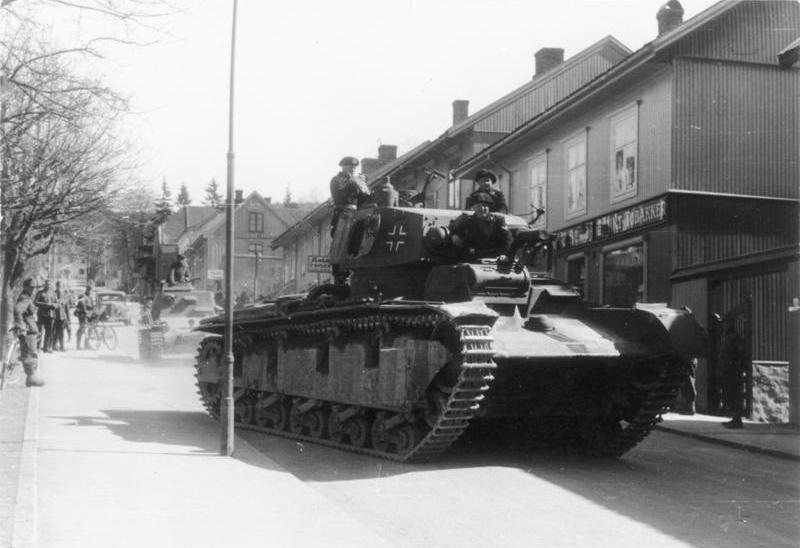
Німецький дослідний важкий танк Neubaufahrzeug

По поєднання основних оціночних параметрів — рухливості, озброєнню та бронезахисту — в 1930-і роки танк Т-28 був найсильнішим середнім танком у світі. При цьому на момент початку виробництва Т-28 серійних аналогів йому практично не існувало. Наприклад, танкові частини Франції в той час були укомплектовані практично суто легкими танками FT-17, а німецькі бронетанкові війська взагалі ще не існували. Серійні танки, порівнянні з Т-28, в інших країнах почали випускатися лише через кілька років.
Англійський крейсерський танк «Віккерс» Mk I, також знаний як «Віккерс» A9, власне, був «двоюрідним братом» Т-28, оскільки був розвитком конструкції «Віккерса 16-тонного» та також мав три башти. Хоча розробка цієї машини почалася 1934 року, перший серійний танк покинув заводський цех лише в 1937-у. За англійською класифікації танк був крейсерським, і його швидкість — 40 км/год по шосе і 24 км/год по просілку — відповідала швидкості Т-28, як і запас ходу — близько 200 км по шосе. Разом з тим, прохідність танка була нижче його радянського «родича». Наприклад, ширина подоланого «Віккерсом» Mk I рову становила 2,25 м проти 3,2 м у Т-28. За рахунок озброєння 40-мм гарматою OQF, Mk I перевершував Т-28 за зброєю КТ-28 у боротьбі з броньованими цілями, не маючи переваг перед Л-10. Але відсутність до гармати інших снарядів, крім бронебійних, залишало танку для боротьби з іншими цілями лише три 7,7-мм кулемета «Віккерс». Бронювання ж англійського танка — лоб корпусу 14 мм і борт 6 мм — для 1937 вже було анахроністичним та повністю поступалося радянському танку. Трохи краще в плані бронезахисту справи йшли у наступного англійської крейсерського танка, «Віккерса» Mk II (A10) — лоб корпусу довели до 30 мм, що відповідало лобовій броні Т-28. Однак озброєння танка порівняно з попередником скоротилося на один кулемет (з танка зникли кулеметні башти), а рухливість взагалі впала майже удвічі (25 км/год по шосе і 12 км/год по просілку), як і прохідність — танк не міг перебратися через рів ширше 1,8 м. Таким чином, англійські танки відповідного періоду відчутно поступалися Т-28 за більшістю параметрів (якщо не по всіх). Навіть пізніші танки англійців, такі як «Матильда» або «Ковенанторів», перевершували Т-28 лише по якомусь одному параметру (бронезахисту та рухливості відповідно), відчутно поступаючись в інших.
Німецька сторона в ряду середніх танків 1930-х років представлена вельми одіозною машиною під назвою Neubaufahrzeug, відомої також як Nb.Fz. Цей танк, перший повноцінний екземпляр якого був побудований 1935 року, також мав багатобаштову компоновку (артилерійська башта і дві кулеметних) та німцями позиціонувався як важкий. Власне, таким було лише озброєння танка — воно складалося з 75-мм і 37-мм гармат, що встановлювалися в спарці в головній башті, а також трьох кулеметів. Розглядався варіант установки короткоствольної 105-мм гармати. Але, перевершуючи Т-28 плані озброєння, Nb.Fz. відчутно поступався йому в рухливості і ще відчутніше — у бронюванні, яке у німця становило 15 — 20 мм. При цьому Nb.Fz. були дослідними машинами і були побудовані лише в кількості трьох примірників (без урахування прототипів). Пізніші німецькі танки PzKpfw III (модифікацій D, E) і PzKpfw IV (модифікації D), з якими Т-28 зіткнулися під час Великої Вітчизняної війни, за показниками бронезахисту вже наближалися до радянського танку (але не до його екранованого варіанту Т-28Е), проте все ще поступалися йому в прохідності та вогневій потужності.
Що ж до Франції, то її бронетанкові частини, починаючи з 1935 року, мали у своєму розпорядженні піхотні танки Char B1, за масою належать до середніх і, в низці джерел, до важких танків. Найчисленніша модифікація цього танка, Char B1bis, мала, подібно німецькому Nb.Fz., дві гармати калібру 75 і 47 мм, причому 75-мм встановлювалося в лобовому листі корпусу. Потужність і мобільність його кулеметного озброєння, однак, сильно поступалася Т-28 — Char B1bis ніс лише два кулемети калібру 7,5 мм. У плані бронезахисту французький танк перевершував Т-28 і був порівнянний з Т-28Е, однак рухливість B1bis поступалася показникам радянського танка. Крім цього, реальна ефективність B1bis знижувалася крайньою функціональною перевантаженістю командира танка, вимушеного одночасно керувати танком у цілому, вести стрільбу з баштової гармати та додатково до цього координувати стрільбу з 75-мм гармати.

## Збережені екземпляри

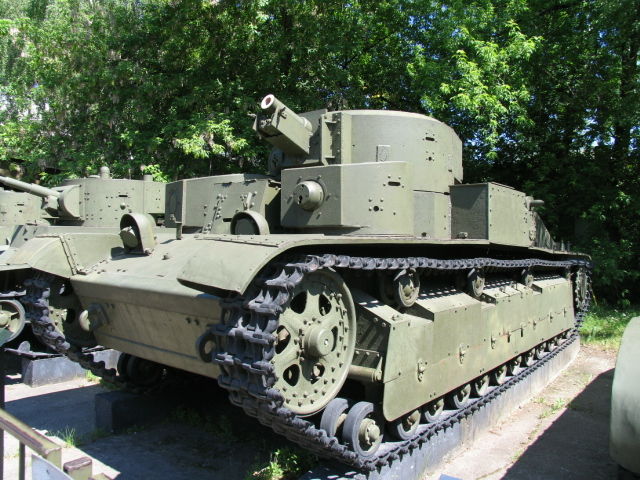
Т-28 в експозиції Центрального музею Збройних Сил у Москві

Збереглося 4 примірники танка Т-28, з них:
- у Росії — 1 машина (Т-28 зразка 1936), в експозиції просто неба Центрального музею Збройних сил у Москві. Крім того, у ряді музеїв збереглися деталі танків. Зокрема, у експозиції Центрального музею Великої Вітчизняної війни на московській Поклонній горі є мала башта, імовірно належала танку Т-28.[62] Крім того, у музейному комплексі «Сестрорецький рубіж» (місто Сестрорецьк, Курортний район Санкт-Петербурга) є корпус Т-28, пристосований під вогневу точку.[24]

2011 року під Островом останки танка Т-28 (разом з британським танком Черчиль) були знайдені групою «Пошук».
- У Фінляндії — 3 машини (танки зразка 1938 року, екрановані), з них дві (з оригінальною та фінською екрановкою) в експозиції танкового музею в Паролі і одна (фінське екранування) на території військової частини в Міккелі. Крім того, залишки ще одного Т-28 (купа уламків) збереглися на одному з військових полігонів у районі Гямеенлінна — мабуть, танк використовувався як артилерійська мішень.[61]

Станом на 2012 рік, повідомлення про інші збережені машини або їх елементи відсутні.

## У масовій культурі

### Стендовий моделізм
Збірні пластикові моделі-копії танка Т-28 у масштабі 1:35 у різний час випускалися фірмами ICM (Україна) і Alanger (Росія), однак більше ці моделі не виробляються. Моделі, відлиті по одним і тим же прес-формам, відрізнялися високою якістю виготовлення (аж до опрацювання інтер'єру машин). При цьому достовірність моделей також на достатньо високому рівні, хоча присутній ряд дрібних помилок — нетипове відображення повітрязабірників на даху моторного відділення, невірне розташування кріплень поручневої антени, зайві ребра жорсткості біля установки кормового кулемета, тощо. Моделі варіювалися озброєнням (КТ-28 або Л-10), антенами (поручневою або штирьовою) та рядом інших параметрів, що давало змогу, при бажанні та деякій доробці, зібрати танк конкретного року випуску.
Крім Т-28, фірми ICM і Alanger здійснювали також випуск моделей інженерного танка ІТ-28 на базі Т-28 (см. вище). Модель у масштабі 1:35 являла собою набір деталей корпусу та ходової частини, аналогічний базовому, і додаткові елементи рубки та конструкції моста.
Крім того, наприкінці 1990-х Т-28 у масштабі 1:35 випускалися фірмою AER Moldova. Ця модель відрізнялася від продукції ICM і Alanger. Якість та деталювання моделі були трохи нижче наведених раніше аналогів, хоча відповідність оригіналу («копійність») цієї моделі місцями була вище, ніж у продукції ICM/Alanger. На сьогоднішній день моделі цієї фірми також не виробляються.
Металева (цинк 74,84 %, Акрилонітрілбутадієнстірол (ABS) 22,26 %, полівінілхлорид 2,89 %) модель танка в масштабі 1:72 була «моделлю номера» (додатком до журналу) випуску № 15 журналу «Російські Танки» (від 22 березня 2011 року, засновник та видавець ТОВ «Джі Фаббрі Едішінз»).
У масштабі 1:87 танки Т-28 випускалися у вже зібраному вигляді китайським підприємством Kamo в середині 1990-х років.
Крім того, паперова модель Т-28 у масштабі 1:35 випускалася в серії саморобок з картону «Розумний папір».

### Комп'ютерні ігри
Танк Т-28 фігурує в ряді комп'ютерних ігор, хоча в цілому зустрічається в них нечасто.
Наприклад, основні його модифікації представлені в покроковій тактичній грі Steel Panthers. Також танк присутній у грі «Бліцкриг II», з'являвся він і в першому «Бліцкризі» (в доповненнях «Бліцкриг. Східний фронт» і «Смертельна сутичка IV»). Рухливість та вогнева міць танків у цих іграх показана достатньо реалістично, а от показники бронювання машин явно завищені порівняно з іншою технікою. Хоча можна припустити, що розробники мали на увазі екранований варіант танка Т-28Е — в цьому випадку сильне бронювання виправдано. Загальним недоліком є достатньо багато цих танків у грі, зокрема, у розділі «Битва за Москву», у той час як в реальності вже до осені 1941 року велика частина танків Т-28 було втрачено, і зустрічалися вони в танкових частинах лише епізодично.
Кілька більш правдоподібним є відображення танка у створеній на платформі першого «Бліцкригу» гри «Talvisota: Крижане пекло», присвяченої радянсько-фінській війні 1939—1940 років. Показники бронювання танків у цій грі цілком відповідають історичним реаліям, особливо враховуючи факт відсутності на момент Зимової війни екранованих танків Т-28Е.
Танк Т-28 також можна побачити серед інших радянських танків MMO-ігри World of Tanks, причому є можливість переозброєння танка різними гарматами аж до 76-мм довгоствольної гармати Ф-32.